# Asamblea General de Guinea Ecuatorial
La Asamblea General de Guinea Ecuatorial fue el poder legislativo de la Guinea Española entre 1964 y 1968, durante el periodo de régimen autónomo. Fue el primer cuerpo legislativo del territorio guineano en su conjunto, puesto que con anterioridad cada una de sus provincias tenía su propia diputación provincial. 

## Historia

### Antecedentes
La Guinea española fue transformada de una colonia a una provincia el 30 de julio de 1959. Una ley electoral fue aprobada el 7 de abril de 1960, creando dos diputaciones provinciales —de Fernando Poo y Río Muni con 8 y 10 miembros respectivamente, elegidos la mitad por consejos locales y la otra mitad por corporaciones—. En diciembre de 1963 el Gobierno español sometió a referéndum entre la población de estas dos provincias un proyecto de Bases sobre Autonomía, que fue aprobado por abrumadora mayoría. En consecuencia, estos territorios fueron dotados de autonomía desde 1964, adoptando oficialmente el nombre de Guinea Ecuatorial, con órganos comunes a todo el territorio —Asamblea General, Consejo de Gobierno presidido por Bonifacio Ondó Edu y Comisario General— y manteniéndose los organismos propios de cada provincia.

### Funcionamiento de la Asamblea General
Aunque el Comisionado General nombrado por el Gobierno español tenía amplios poderes, la Asamblea General de Guinea Ecuatorial tenía considerable iniciativa para formular leyes y regulaciones.  Se componía de los miembros de ambas diputaciones, la de la Provincia de Fernando Poo y la de la Provincia de Río Muni. Tenía la facultad de elegir a los consejeros —ministros— del Gobierno autónomo, elaborar leyes y aprobar el presupuesto.
La Asamblea General ecuatoguineana fue presidida por Enrique Gori desde 1964 hasta junio de 1965, cuando le cedió el puesto a Federico Ngomo.  La presidencia de la Asamblea General correspondía, por rotación anual, al presidente de una y otra Diputación, comenzando por el de mayor edad.
La Asamblea General fue la encargada de determinar la composición de la delegación guineana para la Conferencia Constitucional de Guinea Ecuatorial de 1967-1968.
Tras la Independencia de Guinea Ecuatorial, la Asamblea General se transformó en la Asamblea Nacional.